# Parma Associazione Calcio 1976-1977
Questa voce raccoglie le informazioni riguardanti il Parma Associazione Calcio nelle competizioni ufficiali della stagione 1976-1977.

## Stagione
Il presidente Arnaldo Musini decide di lasciare e cede la proprietà dei crociati ad Ernesto Ceresini, che ne resterà al timone per quindici anni. In campionato ancora di nuovo al secondo posto in classifica, questa volta alle spalle della Pistoiese di Marcello Melani e Bruno Bolchi che aprono il ciclo che li porterà per la prima volta in Serie A. Il Parma dispone del miglior attacco del girone B della Serie C, formato dal trio Fabio Borzoni, Alberto Rizzati e Claudio Turella, che realizzano 33 reti in campionato.
Nella Coppa Italia Semipro i ducali vincono prima del campionato il 15º girone di qualificazione superando Parma e Mantova, nei sedicesimi prima di natale superano il Forlì, poi in primavera cedono al Lecco nel doppio turno degli ottavi, Lecco che poi vincerà il trofeo.
Chiude la stagione dei ducali la parentesi internazionale del torneo Anglo-Italiano, il Parma ha vinto una partita contro il Northwich, ha pareggiato contro il Yeovil Town, ed ha perso due partite contro lo Scarborough e contro il Bath City, quattro squadre del terzo livello calcistico inglese.

## Rosa
| N. |                   | Ruolo | Calciatore          |
| -- | ----------------- | ----- | ------------------- |
|    | Italia (bandiera) | P     | Mirko Benevelli     |
|    | Italia (bandiera) | P     | Eugenio Zecchina    |
|    | Italia (bandiera) | C     | Giovanni Colonnelli |
|    | Italia (bandiera) | D     | Michele Benedetto   |
|    | Italia (bandiera) | D     | Maurizio Cavazzini  |
|    | Italia (bandiera) | D     | Roberto Crotti      |
|    | Italia (bandiera) | D     | Franco Ferrari      |
|    | Italia (bandiera) | D     | Mariano Fabris      |
|    | Italia (bandiera) | D     | Alessandro Verdiani |
|    | Italia (bandiera) | D     | Benito Zanutto      |
|    | Italia (bandiera) | C     | Carlo Ancelotti     |

| N. |                   | Ruolo | Calciatore        |
| -- | ----------------- | ----- | ----------------- |
|    | Italia (bandiera) | C     | Fabio Borzoni     |
|    | Italia (bandiera) | C     | Franco Carrera    |
|    | Italia (bandiera) | C     | Roberto Chiapponi |
|    | Italia (bandiera) | C     | Fausto Daolio     |
|    | Italia (bandiera) | C     | Ferdinando Rossi  |
|    | Italia (bandiera) | C     | Marco Torresani   |
|    | Italia (bandiera) | A     | Michele Barone    |
|    | Italia (bandiera) | A     | Attilio Perotti   |
|    | Italia (bandiera) | A     | Alberto Rizzati   |
|    | Italia (bandiera) | A     | Claudio Turella   |

## Risultati

### Serie C girone B

#### Girone di andata
| Arbitro: | Parussini (Udine) |

|            |           |                |
| Buttino 8’ | Marcatori | 37’ Colonnelli |

| Arbitro: | Facchin (Udine) |

|                                 |           |                |
| Colonnelli 27’ Turella 63’, 68’ | Marcatori | 79’ Cianchetti |

| Arbitro: | Artico (Padova) |

|               |           |                |
| Luteriani 26’ | Marcatori | 61’ Colonnelli |

| Arbitro: | Migliore (Salerno) |

|             |           |                                            |
| Ferrini 25’ | Marcatori | 17’ Turella 53’ Perotti 70’ (rig.) Rizzati |

| Arbitro: | Celli (Trieste) |

|                  |           |  |
| Rizzati 64’, 71’ | Marcatori |  |

| Arbitro: | Magni (Bergamo) |

|               |           |  |
| Bernardis 30’ | Marcatori |  |

| Arbitro: | Tonolini (Milano) |

|                                |           |                 |
| Borzoni 43’ Rizzati 53’ (rig.) | Marcatori | 25’ (rig.) Neri |

| Arbitro: | Milan (Treviso) |

|                              |           |                                 |
| Berardi 15’, 35’ Ruggeri 46’ | Marcatori | 23’, 54’ Rizzati 26’ Colonnelli |

| Arbitro: | Esposito (Torre Annunziata) |

|                            |           |          |
| Borzoni 30’ Colonnelli 36’ | Marcatori | 25’ Musa |

| San Giovanni Valdarno 14 novembre 1976 10ª giornata | Sangiovannese     | 0 – 0 | Parma | Stadio Comunale\| Arbitro: \| Parussini (Udine) \| |
| Arbitro:                                            | Parussini (Udine) |       |       |                                                    |

| Arbitro: | Lanzetti (Viterbo) |

|                                               |           |                                          |
| Borzoni 44’ Colonnelli 48’ Rizzati 50’ (rig.) | Marcatori | 20’ (aut.) Verdiani 65’ (rig.) Farinelli |

| Arbitro: | Migliore (Salerno) |

|                             |           |                     |
| Turella 2’, 25’ Borzoni 90’ | Marcatori | 84’ (rig.) Graziani |

| Grosseto 5 dicembre 1976 13ª giornata | Grosseto              | 0 – 0 | Parma | Stadio Carlo Zecchini\| Arbitro: \| Governa (Alessandria) \| |
| Arbitro:                              | Governa (Alessandria) |       |       |                                                              |

| Arbitro: | Longhi (Roma) |

|                            |           |               |
| Colonnelli 10’ Turella 34’ | Marcatori | 59’ Giulietti |

| Arbitro: | Tonolini (Milano) |

|             |           |             |
| Gavazzi 52’ | Marcatori | 39’ Rizzati |

| Parma 2 gennaio 1977 16ª giornata | Parma            | 0 – 0 | Pistoiese | Stadio Ennio Tardini\| Arbitro: \| D'Elia (Salerno) \| |
| Arbitro:                          | D'Elia (Salerno) |       |           |                                                        |

| Arbitro: | Celli (Trieste) |

|            |           |             |
| Barbana 9’ | Marcatori | 79’ Borzoni |

| Arbitro: | Artico (Padova) |

|             |           |  |
| Borzoni 50’ | Marcatori |  |

| Arbitro: | Esposito (Torre Annunziata) |

|                    |           |             |
| Zanutto 70’ (aut.) | Marcatori | 35’ Borzoni |

#### Girone di ritorno
| Parma 30 gennaio 1977 20ª giornata | Parma                 | 0 – 0 | Lucchese | Stadio Ennio Tardini\| Arbitro: \| Ponzano (Alessandria) \| |
| Arbitro:                           | Ponzano (Alessandria) |       |          |                                                             |

| Arbitro: | Longhi (Roma) |

|                                             |           |  |
| Ciardella 31’ Cianchetti 38’ S. Bagatti 49’ | Marcatori |  |

| Arbitro: | Celli (Trieste) |

|                               |           |  |
| Daolio 40’ (rig.) Perotti 70’ | Marcatori |  |

| Arbitro: | Lanese (Messina) |

|                         |           |  |
| Zanutto 77’ Borzoni 88’ | Marcatori |  |

| Arbitro: | Parussini (Udine) |

|               |           |  |
| Pelliccia 66’ | Marcatori |  |

| Arbitro: | Artico (Padova) |

|             |           |           |
| Turella 53’ | Marcatori | 77’ Rakar |

| Reggio Emilia 13 marzo 1977 26ª giornata | Reggiana        | 0 – 0 | Parma | Stadio Mirabello\| Arbitro: \| Milan (Treviso) \| |
| Arbitro:                                 | Milan (Treviso) |       |       |                                                   |

| Arbitro: | G. Panzino (Catanzaro) |

|             |           |  |
| Borzoni 81’ | Marcatori |  |

| Arbitro: | Migliore (Salerno) |

|                      |           |                              |
| Marini 45’ Magli 62’ | Marcatori | 51’ Turella 54’, 87’ Rizzati |

| Arbitro: | Lanzafame (Taranto) |

|                         |           |  |
| Turella 24’ Borzoni 50’ | Marcatori |  |

| Arbitro: | Celli (Trieste) |

|  |           |                  |
|  | Marcatori | 12’, 55’ Borzoni |

| Livorno 17 aprile 1977 31ª giornata | Livorno            | 0 – 0 | Parma | Stadio Ardenza\| Arbitro: \| Gazzari (Macerata) \| |
| Arbitro:                            | Gazzari (Macerata) |       |       |                                                    |

| Arbitro: | Lanese (Messina) |

|  |           |                        |
|  | Marcatori | 27’ Mencio 38’ Bergamo |

| Arbitro: | Governa (Alessandria) |

|  |           |             |
|  | Marcatori | 60’ Turella |

| Parma 15 maggio 1977 34ª giornata | Parma | 0 – 0 | Siena |  |

| Arbitro: | Longhi (Roma) |

|             |           |  |
| Picella 62’ | Marcatori |  |

| Arbitro: | D'Elia (Salerno) |

|  |           |             |
|  | Marcatori | 86’ Cannata |

| Arbitro: | Pirandola (Lecce) |

|                                   |           |                           |
| Tartari 57’ Amato 62’ Cosenza 79’ | Marcatori | 20’ Chiapponi 89’ Rizzati |

| Arbitro: | Falzier (Treviso) |

|            |           |                        |
| Crotti 38’ | Marcatori | 29’ Meucci 57’ Zanotti |

### Coppa Italia Semipro

#### Girone 15°
| 22 agosto 1976 1ª giornata |  | – Turno di riposo PARMA |  |  |

| Arbitro: | Stocco (Mestre) |

|  |           |             |
|  | Marcatori | 17’ Borzoni |

| Arbitro: | Guardini (Verona) |

|  |           |             |
|  | Marcatori | 76’ Turella |

| 1º settembre 1976 4ª giornata |  | – Turno di riposo PARMA |  |  |

| Parma 5 settembre 1976 5ª giornata | Parma            | 0 – 0 | Reggiana | Stadio Ennio Tardini\| Arbitro: \| Colasanti (Roma) \| |
| Arbitro:                           | Colasanti (Roma) |       |          |                                                        |

| Arbitro: | Lanzafame (Taranto) |

|                                        |           |              |
| Borzoni 17’ Zanutto 22’ Colonnelli 39’ | Marcatori | 84’ Iacovone |

Classifica finale del 15º girone di qualificazione: Parma punti 7, Mantova punti 3, Reggiana punti 2.

#### Eliminazione diretta
| Arbitro: | Redini (Pisa) |

|                            |           |                        |
| C. Rossi 41’ Cittadini 58’ | Marcatori | 8’ Carrera 39’ Turella |

| Arbitro: | Chiri (Mantova) |

|                               |           |  |
| Rizzati 60’, 71’ F. Rossi 80’ | Marcatori |  |

| Arbitro: | Materassi (Firenze) |

|             |           |  |
| Turella 22’ | Marcatori |  |

| Arbitro: | Andreoli (Padova) |

|                          |           |  |
| Pota 74’ E. Skoglund 81’ | Marcatori |  |